# Ruta corsica
La ruda de Córcega (Ruta corsica) es una planta fanerógama  de la familia Rutaceae.

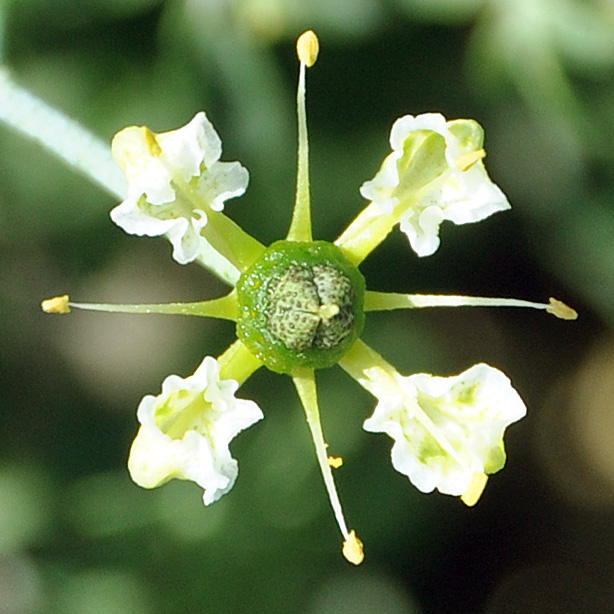
Detalle de la flor

## Descripción
Planta que alcanza un tamaño de 10-50 cm de altura. Glabra, con los tallos principales, flexuosos, las hojas triangulares en su periferia, los foliolos abovados, las  hojas inferiores pecioladas. Las  flores de un color amarillo muy pálido o blanquecino, con brácteas pequeñas, y los sépalos ovado-obtusos, los pétalos anchamente ovados, ondulados, no ciliadas, los frutos en racimo alargado,  con pedicelos de 2-4 veces más largo que la cápsula que es subglobosa, con 4 lóbulos.

## Distribución y hábitat
Se encuentra en las rocas silíceas de las montañas de Córcega y Cerdeña.

## Taxonomía
Ruta corsica fue descrita por Augustin Pyrame de Candolle y publicado en Prodr.' 1: 710 1824.
Etimología
Ruta: nombre genérico antiguo de la "ruda".
corsica: epíteto geográfico que alude a su localización en Córcega.
Sinonimia
- Ruta divaricata Salzm.[1]